# Ritratto di Juliette Récamier
Il Ritratto di Juliette Récamier (Portrait de Juliette Récamier) è un dipinto a olio su tela realizzato dal pittore francese François Gérard nel 1802. Ritrae la salottiera parigina Juliette Récamier in una posa classica, ma con una sensualità inconfondibile influenzata dal romanticismo. La tela si trova attualmente nelle collezioni del museo Carnavalet di Parigi.

## Storia

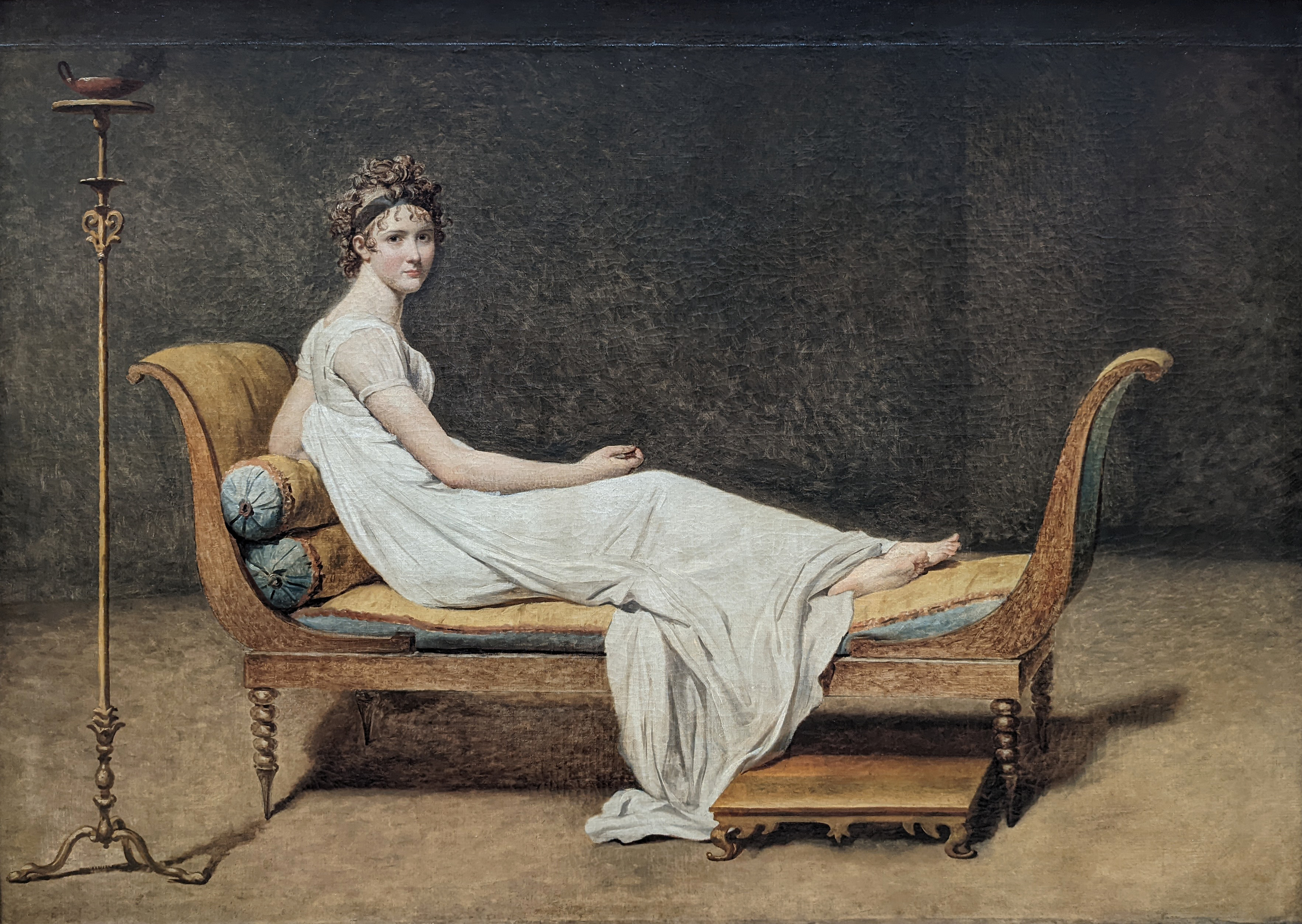
Jacques-Louis David, Madame Récamier, 1800

Juliette Récamier (1777-1849), nata Bernard, era la moglie del banchiere Jacques Récamier, ricco e molto più anziano di lei (1751-1830). Dal 1799 tenne per molti anni un salotto popolare a Parigi, che divenne un punto d'incontro importante per artisti e intellettuali, molti dei quali erano contro Napoleone. Ella era nota per la sua bellezza e venne ritratta molte volte da vari pittori importanti.
Nel 1800, il pittore neoclassico Jacques-Louis David dipinse Juliette Récamier in una posa e con un abbigliamento classici, sdraiata su un tipo di divano che in seguito avrebbe preso il suo nome: un récamier. Tuttavia, ella era insoddisfatta del risultato freddo di David, pertanto commissionò al suo allievo Gérard un suo nuovo ritratto: avendolo saputo, David lasciò il suo incompiuto.
Il ritratto rimase nel salotto di Récamier per diversi anni, finché non lo donò al suo ammiratore Augusto di Prussia nel 1843. Nel 1860 fu acquistato dai suoi eredi per il museo Carnavalet.

## Descrizione

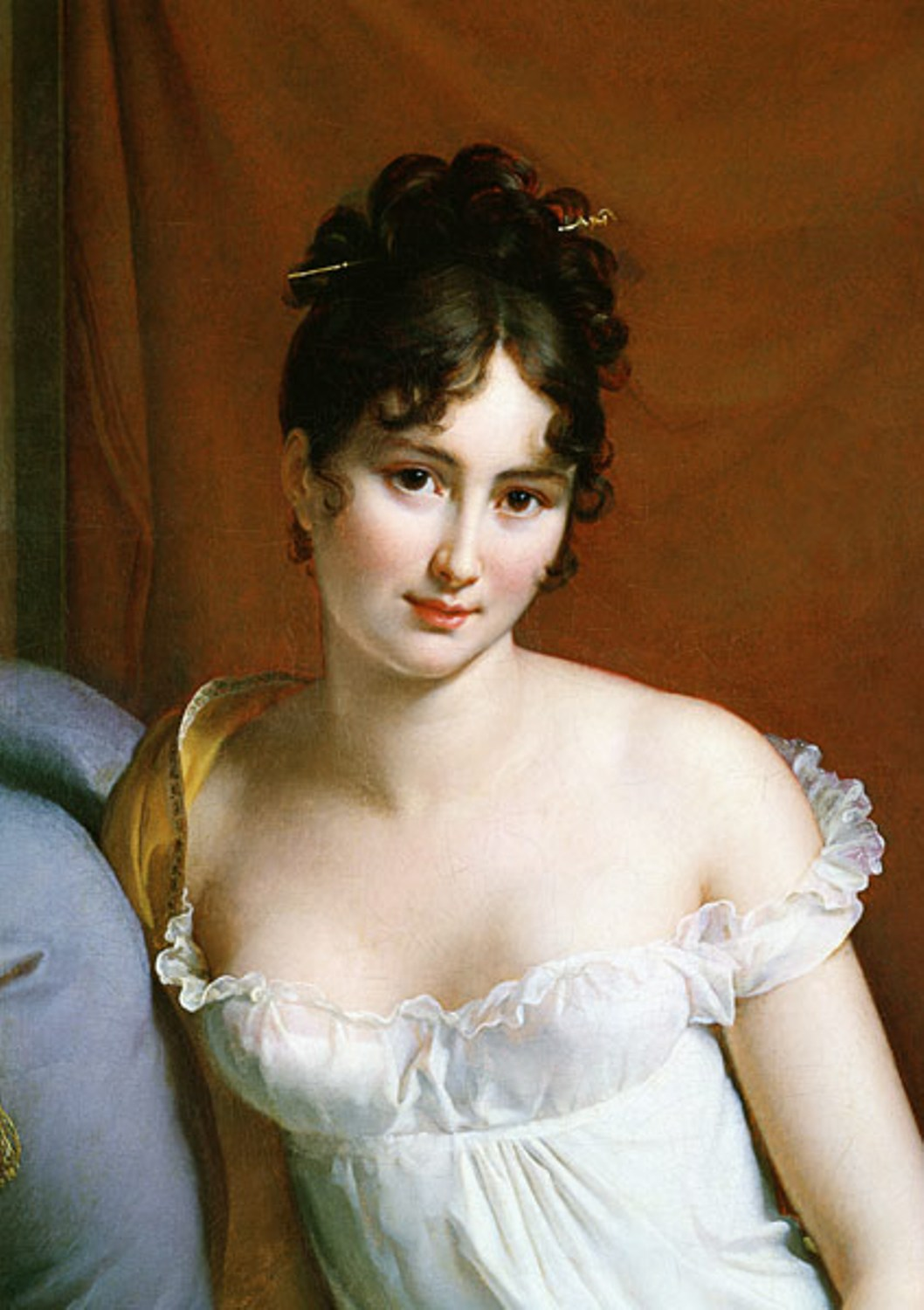
Un dettaglio di Juliette.

Gérard ritrae Récamier in un ambiente classico ma altrettanto naturale, nel quale le curve aggraziate della sua figura e le sfumature della sua carnagione si sposano con le forme e i colori di ciò che la circonda. La sua posa, con il corpo leggermente contorto, il collo lasciato scoperto dalla scollatura ampia dell'abito impero, che nasconde appena i seni, e i piedi nudi, hanno un inconfondibile effetto erotico e sono delle novità rispetto alle altre rappresentazioni dell'epoca. Tuttavia, qui l'aspetto erotico è controllato dall'espressione facciale riflessiva e dal silenzio apparente del luogo, che potrebbe essere una stanza da bagno, protetto dai rumori esterni grazie a una tenda. Vi è qualcosa di pensieroso e intimo nel suo sguardo, che ai tempi del romanticismo veniva definito "sentimentale", ma allo stesso tempo contiene qualcosa di suggestivo. È questa tensione speciale tra le emozioni contrastanti che dà al dipinto una sorta di "aura".